# Zariadres
Zariadres ist der Name einer antiken Romangestalt, die in anderer Form auch in der iranischen Sagenwelt in Erscheinung tritt.
Aus dem Geschichtswerk des Alexanderhistorikers Chares von Mytilene ist ein Auszug im Werk Deipnosophistai des Athenaios erhalten geblieben, in dem Chares von einer romanhaften Liebesgeschichte berichtet, die bei den Persern beliebt gewesen sei.
Hystaspes und Zariadres waren demnach Söhne der Aphrodite und des Adonis. Hystaspes herrschte über Medien und die angrenzenden Länder, Zariadres über das Land oberhalb des Kaspischen Tores bis weit nach Skythien. Zariadres erschien im Traum die schöne Königstochter Odatis und beide verliebten sich ineinander. Zariadris warb um Odatis, doch ihr Vater verweigerte ihm eine Heirat, da er sie mit einem Verwandten verheiraten wollte. Der König veranstaltete ein Fest und befahl dort Odatis, sich einen Ehemann auszusuchen. Da erschien Zariadres unerwartet, denn er hatte von dem Plan erfahren. Odatis erkannte Zariadres aus ihrem Traum wieder und erwählte ihn; zusammen flohen sie vom Königshof und lebten fortan zusammen.
Chares berichtet des Weiteren, dass diese Geschichte bei den „Barbaren“ (Nicht-Griechen) in Asien sehr bekannt sei, in Palästen, Tempeln und Privathäusern seien sogar Gemälde davon zu sehen. Es fällt auf, dass Chares Figuren der griechischen Mythologie in die Geschichte eingebaut hat, wenngleich die ursprüngliche mündliche Erzählung offenbar einen persischen Ursprung hat.
Die Erzählung weist starke Ähnlichkeiten zu Schilderungen im Epos Schāhnāme des Firdausi auf: Dort wird eine gewisse Katayun erwähnt, die Tochter des Herrschers von Rûm (Rom), die sich im Traum in den im Exil lebenden iranischen König Gostasp verliebt. Sie begegnen sich bei einem Fest, wo Katayun einen Ehemann erwählen soll, und kommen schließlich zusammen. Als Gostasp in seine Heimat zurückkehrt, wozu ihn sein Bruder Zariadres/Zarer überredete, begleitet ihn Katayun.
Gostasp (Goschtasp) ist eine halbmythische Gestalt der iranischen Geschichte, wo er als Kayanidenkönig Vištāspa erscheint, der ein Förderer des Zarathustra gewesen sein soll. Dieser Vištāspa hatte einen Bruder namens Zairiwairi, der wohl der historische Kern der Romanfigur Zariadres ist.
Die Erzählung, die Chares in schriftlicher Form festgehalten hat und die auch in der späteren iranischen Sage weiterlebt, geht offenbar auf ältere Erzählungen zurück, die in der Folgezeit wohl in mehreren Versionen kursierten. Es handelte sich ursprünglich vielleicht um eine Erzählung aus medischer Zeit. Die von Chares geschilderten Malereien könnten auf eine ursprünglich mythische Erzählung mit sakralen Elementen hinweisen, etwa hinsichtlich des Kults eines Liebesgottes. Die romantische Heldengeschichte scheint dann bis in die spätantike Sassanidenzeit (wenngleich in anderer Form) überliefert worden zu sein, bis sie schließlich noch später von Firdausi in seinem Epos verarbeitet wurde.